# Cesare Speciano
Cesare Speciano (o Speciani) (Cremona, 1º settembre 1539 – Cremona, 21 agosto 1607) è stato un vescovo cattolico italiano, vescovo di Novara e di Cremona.

## Biografia
Cesare Speciano era figlio di Giovanni Battista Speciano, capitano di quella che, a Milano, era la milizia di Porta Nuova. 
Suo fratello maggiore fu Francesco Speciani, anch'egli ecclesiastico ed abate commendatario.
Ordinato presbitero per l'arcidiocesi di Milano nel 1567, in quanto appartenente alla nobile famiglia degli Speciani gli venne affidata una rendita fissa con l'abbazia commendataria di San Pietro all'Olmo dopo la rinuncia del fratello. Qui diede commissione per la realizzazione del campanile.
Dopo essere stato a Roma come segretario della Congregazione dei vescovi e regolari (1577), ricevette la nomina a vescovo di Novara il 28 novembre 1584. A questo incarico pastorale ne doveva seguire uno diplomatico con la nomina a nunzio apostolico in Spagna, alla corte di Filippo II, dove dal 1586 al 1588 fu impegnato nella promozione delle riforme decise dal concilio di Trento. Anche nella diocesi di Novara cercò di attuare i decreti del concilio tridentino, occupandosi in particolare della disciplina, dell'istruzione e della moralità del clero, che doveva occuparsi della cura d'anime. Cercò di estirpare le superstizioni presenti in diocesi e a tal fine il 9 maggio 1590 emanò l'editto De superstitionis evitandis, che fornisce anche informazioni sulle credenze e sui miti diffusi fino ad allora.  Durante la permanenza a Novara compì la visita pastorale e celebrò un sinodo nel 1590 (pubblicato nel 1591); a lui si deve l'ampliamento del palazzo episcopale e il nuovo coro della cattedrale.
Trasferito alla sede di Cremona il 30 gennaio 1591, per volere di papa Clemente VIII dal 1592 al 1598 fu di nuovo impegnato sul fronte diplomatico come nunzio apostolico a Praga presso Rodolfo II. Tornato nella diocesi cremonese, ebbe modo di celebrare due sinodi nel 1599 e nel 1603. Vi fondò nel 1600 il collegio dei gesuiti, cui lasciò in eredità i suoi beni per l'edificazione del collegio e della chiesa dei santi Marcellino e Pietro.
Nel 1602 l'imperatore Rodolfo II gli affidò il delicato incarico di mediatore nella lunga vicenda legata alla successione del feudo imperiale di Castel Goffredo, che, dopo l'assassinio di Rodolfo Gonzaga, vedeva contrapposti davanti alla corte imperiale il duca di Mantova Vincenzo I Gonzaga ed il cugino Francesco Gonzaga, marchese di Castiglione. Il piano precedeva la cessione della fortezza di Castel Goffredo a favore di Mantova contro lo scambio delle terre di Medole in favore di Francesco Gonzaga. Il vescovo convocò le parti davanti al Governatore di Milano Pedro Enríquez de Acevedo, che siglarono l'accordo il 20 giugno 1602.
Morì a Cremona il 21 agosto 1607.

## Opere
- Proposizioni morali e civili, a cura di N. Mosconi, Brescia 1961.

## Genealogia episcopale e successione apostolica
La genealogia episcopale è:
- Cardinale Tolomeo Gallio
- Vescovo Cesare Speciano

La successione apostolica è:
- Vescovo José Anglés, O.F.M.Obs. (1587)
- Patriarca Andrés Pacheco (1588)
- Arcivescovo Zbynék Berka z Dubé a Liepé (1593)
- Vescovo Simon Feuerstein (1598)